# Constitución de los Estados Unidos de Venezuela de 1874
La Constitución de los Estados Unidos de Venezuela de 1874 fue una constitución sancionada el 16 de junio de 1874, por un Congreso dominado por Antonio Guzmán Blanco. Era similar a la constitución anterior, con pocas modificaciones, como: obligaba a los votantes a firmar la papeleta, suprimía las Designaciones, reducía el periodo constitucional a 3 años, prohibía la reelección presidencial.

## Historia
Era semejante a la constitución anterior, con pocas modificaciones, tales como: obliga a los sufragantes a firmar el voto, suprime los Designados, reduce a 3 años el periodo constitucional, prohíbe la reelección presidencial.

## Características
- Las elecciones pierden el carácter de sufragio secreto debido a que la constitución obliga a firmar el voto.
- El periodo presidencial se reduce de 5 a 3 años.
- Se prohíbe la reelección presidencial.
- Se reduce a 2 años la permanencia en sus cargos de los miembros de la Alta Corte Federal.